# Crematogaster monticola
Crematogaster monticola är en myrart som beskrevs av Arnold 1920. Crematogaster monticola ingår i släktet Crematogaster och familjen myror. Inga underarter finns listade i Catalogue of Life.